# 통전 변색성
통전 변색성은 전압이 걸릴 때 색이 가역 변화하는 약간의 화합물에 의해 나타난다. 통전 변색성의 예로는 폴리아닐린이 있는데 전기화학 또는 화학적인 아닐린의 산화로 형성된다. 
변색이 꾸준하고 변화를 유발할 때만 에너지가 필요하므로 통전 변색성 물질은 스마트 윈도에 사용된다. 그리고 자동차 산업에 백미러(거울)에 다양한 조명조건에서 자동적으로 색조를 조절하기 위해 적용되었다. 비올로겐이 이산화 티타늄과 같이 사용되어 작은 디지털 디스플레이가 만들어졌다. 

## 같이 보기
- 스마트 윈도
- 전자종이